# Ростех-Сити

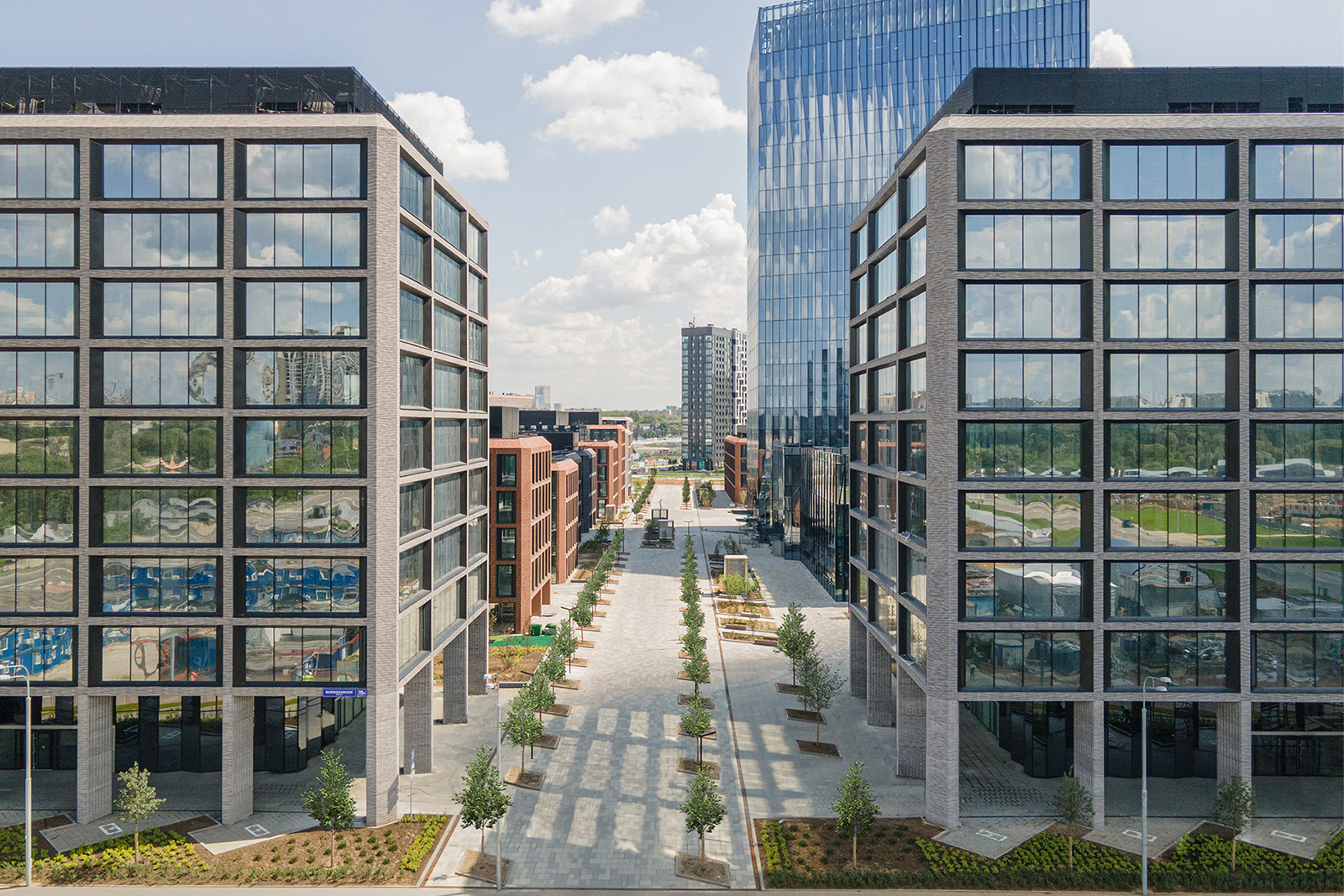
«Ростех-Сити», ноябрь 2021.

«Росте́х-Си́ти» — офисный комплекс на территории Тушинского аэродрома на северо-западе Москвы, где планируется разместить штаб-квартиру компании «Ростех». Общая площадь технопарка и офисного комплекса составляет 263,2 тыс. м², а инвестиции в проект оцениваются в размере 90 млрд рублей.
По состоянию на октябрь 2022 года строительство завершено, комплекс до сих пор не сдан, в зданиях третий год ведутся отделочные работы.

## История
Впервые о проекте «Ростех-Сити» было объявлено в начале 2015 года. В начале апреля Градостроительно-земельная комиссия города Москвы одобрила проект планировки территории бывшего Тушинского аэродрома общей площадью 224 гектара, на территории которого было предусмотрено строительство многофункционального кластера «Ростех-Сити». В ноябре 2017 года в кулуарах Dubai Airshow генеральный директор госкорпорации «Ростех» Сергей Чемезов сообщил о начале строительства «Ростех-Сити» в 2018 году, а размер инвестиций строительство был им оценён в 90 млрд рублей.
29 декабря 2018 года во время встречи с Президентом России Владимиром Путиным глава Российского фонда прямых инвестиций Кирилл Дмитриев, рассказывая главе государства об итогах работы, доложил, что фонд профинансирует проект «Ростех-Сити» общей стоимостью $1,3 млрд в размере $300 млн.
Обладатель наград Best International Office Development, Best Office Development Europe, Best Office Architecture Europe международной премии в области жилой и коммерческой недвижимости International Property Awards 2020.
Архитектор проекта бизнес-парка –  компания Skidmore, Owings & Merrill (SOM), авторы самого высокого здания мира Бурдж-Халифа в Дубае и более 10 тысяч других проектов различного масштаба в более чем в 50 странах мира.

## Описание

Проект бизнес-парка «Ростех-Сити». Конкурс на архитектурную концепцию выиграли совместно APA Wojciechowski Architekci и Skidmore, Owings & Merrill. Адаптацию проводило архитектурно-проектное бюро «Апекс».

Архитектура бизнес-парка – 13 современных офисных зданий, объединенных пешеходным кампусом, свободным от доступа автомобилей. По периметру кампуса расположены 12 зданий переменной этажности от 4 до 10 этажей с доступом на подземный паркинг и в лобби с двух сторон каждого корпуса. Пешеходные галереи на первых этажах зданий создают атриумы для передвижения по улице при осадках и обеспечивают доступ в торговые помещения (ритейл). На территории кампуса оборудованы пешеходные аллеи, «зеленые переговорные», веранды для ресторанов и центральная площадью перед Экспоцентром с озеленением. 
Технические функции компактно размещены в ядре зданий, что дает возможности для дизайна интерьеров и организации рабочих пространств. Вдоль окон остаются пространства свободной планировки для размещения рабочих мест и переговорных. Н-образная форма большинства зданий обеспечивает проникновение максимального количества естественного освещения. 
Архитектурная доминанта комплекса – 21-этажная башня с панорамным остеклением и видовыми раскрытиями на Москву-реку с трех сторон. К зданию башни примыкает Экспоцентр площадью 3,8 тыс. м² для проведения выставочных и деловых мероприятий международного уровня. 
Бизнес-парк был спроектирован и построен с применением технологий BIM-моделирования. Высокая экологическая эффективность подтверждается сертификацией по стандарту BREEAM, уровень Excellent.